# Lee Jang-mi (Badminton)
Lee Jang-mi (kor. 이장미; * 25. August 1994) ist eine südkoreanische Badmintonspielerin.

## Karriere
Lee Jang-mi startete 2012 bei Junioren-Welt- und -Asienmeisterschaften. Bei den Thailand Open 2013, der Korea Open Grand Prix 2013 und dem Korea Open Super Series 2014 stand sie im Achtelfinale. Bei der Badminton-Asienmeisterschaft 2014 stand sie im Viertelfinale des Dameneinzels.